# أوفوك طلا
أوفوك طلا (بالإنجليزية: Ufuk Talay)‏ (26 مارس 1976 في سيدني في أستراليا – )؛ هو لاعب كرة قدم كان يلعب كلاعب وسط.

## وصلات خارجية
- أوفوك طلا على موقع الاتحاد الدولي (مؤرشف)  (الإنجليزية)
- أوفوك طلا على موقع اتحاد تركيا (لاعب) (الإنجليزية)
- أوفوك طلا على موقع رابطة كرة القدم اليابانية للمحترفين (اليابانية)
- أوفوك طلا على موقع قاعدة بيانات كرة القدم.إي يو (الإنجليزية)
- أوفوك طلا على موقع Soccerway.com (الإنجليزية)
- أوفوك طلا على موقع عالم كرة القدم.نت (الإنجليزية)